# 龐焯熙
龐焯熙（Pong Cheuk Hei，2004年1月31日—） ，香港足球運動員，司職門將，現時效力香港超級聯賽球會傑志。

## 球員生涯
2021年2月21日，17歲的龐焯熙首次代表職業球隊上陣，在對陣東方的比賽中以1:2落敗。
2025年7月7日，龐焯熙加盟港超球會傑志。